# 아리아나 텔레비전 네트워크
아리아나 라디오 & 텔레비전 네트워크(ATN)(다리어/파슈토어: شبکه رادیو تلویزیون آریانا)는 아프가니스탄 카불에 본사를 둔 사설 텔레비전 네트워크 및 라디오 방송국이다. 이 텔레비전 채널은 아프가니스탄계 미국인 에산 바얏과 아프가니스탄 무선 소유자가 2005년에 설립했다. ATN은 2006년에 국제 방송을 시작하여 아프가니스탄의 주 전체 34개 주를 대상으로 방송을 제공한다.

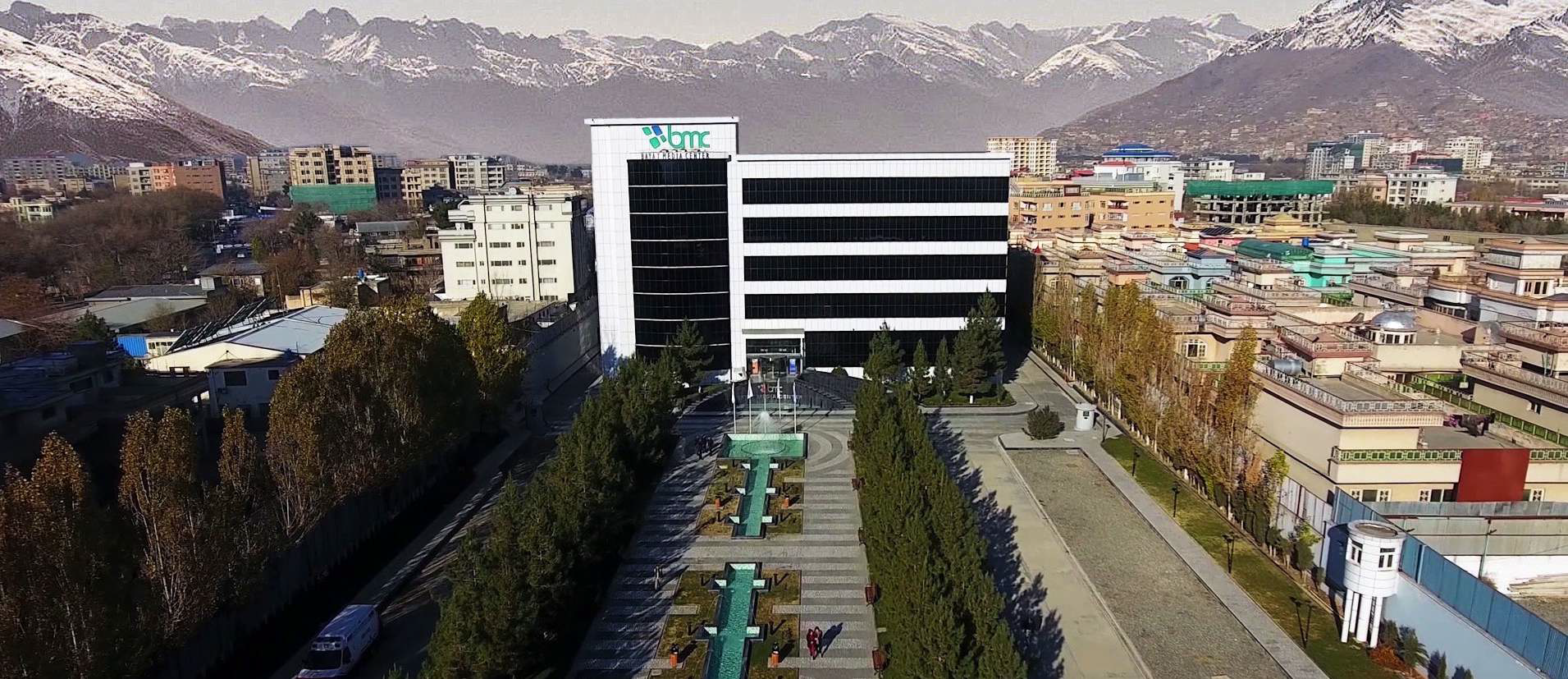
아프가니스탄 카불에 위치한 바얏 미디어 센터

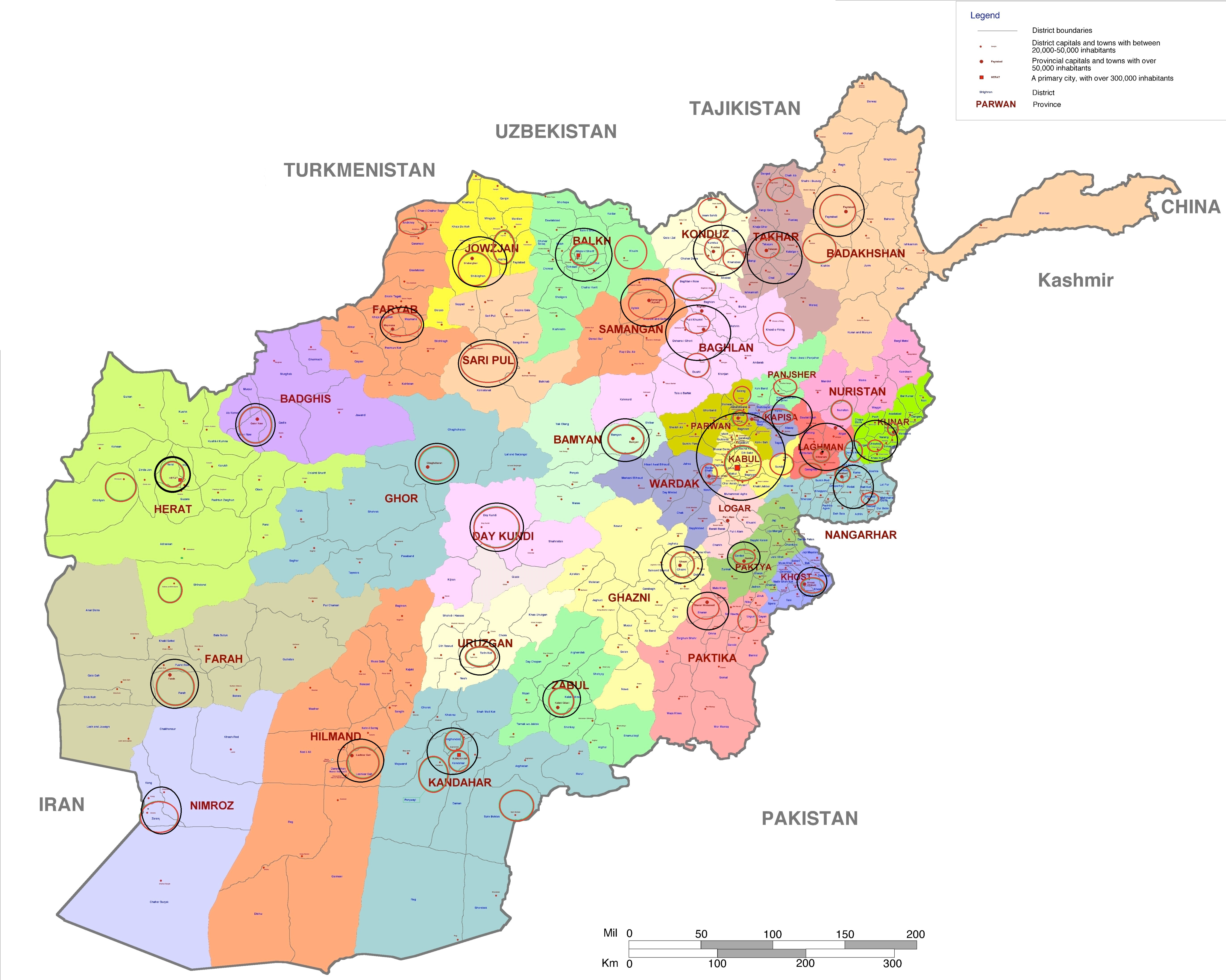
전국 아리아나 텔레비전 및 아리아나 FM 커버리지 맵

## 역사
ATN은 2005년 8월 17일에 아프가니스탄 카불에 본사를 둔 사설 텔레비전 네트워크 및 라디오 네트워크로 설립되었다. 네트워크의 라디오 방송국인 Ariana FM 93.5는 다리어와 파슈토어로 방송하며 하루 24시간 운영된다. 아리아나 FM은 또한 라이브스트리밍 옵션을 제공하여 시청자들이 라디오, 온라인, 모바일 애플리케이션을 통해 프로그램을 들을 수 있도록 한다.
2006년에 이 네트워크는 국제적으로 방송을 시작했다. 2014년에 ATN은 리브랜딩을 거쳐 자매 채널인 아리아나 뉴스를 출시하며 사업을 확장했다. 이 네트워크는 국제 예술 및 문화를 포함한 프로그램을 제공하며 아프가니스탄 작가, 프로듀서, 배우 및 감독을 위한 플랫폼을 제공한다.
ATN 본사가 있는 카불이 탈레반에 함락된 후, 네트워크는 억압적인 정책 도입으로 어려움을 겪었다. 함락 직후 네트워크에 고용된 많은 여성들이 자발적으로 사임했지만, ATN의 다른 여성들은 탈레반의 압력으로 사임을 요청받았다. 아리아나 뉴스의 일부 여성 직원들은 그 해 말까지 방송을 계속할 수 있었지만, 탈레반 정보 장교들은 경영진에게 여성 직원들에게 엄격한 복장 규정을 부과하고 남성 직원과 여성 직원을 분리된 작업 공간으로 분리하도록 지시했다. 여성 직원들은 결국 진행이 금지되었고, 후속 행정 명령으로 여성의 이동과 공공 장소 접근이 제한되었다.
탈레반 당국은 언론인에 대한 폭력 보고가 자주 나오면서 네트워크에 대한 가혹한 제한을 계속 부과했다. 네트워크 설립 이래 수장을 맡아온 샤리프 하산야르는 언론인에 대한 탈레반의 위협 속에서 아프가니스탄을 떠날 수밖에 없었다. 2021년 8월과 9월에 하산야르는 네트워크 내부 직원들에게 탈레반에 대한 시위와 같은 행사를 방송하도록 지시했지만, 탈레반은 중단하지 않으면 네트워크를 폐쇄하겠다고 위협했다. 이로 인해 그는 2021년 9월 10일 사임했다. 다른 관리자들도 뒤따르려 했으나 몇 달 후 탈레반에 의해 체포되거나 강제 사임을 당했다. 이러한 압력으로 인해 여성 직원들은 진행이 금지되었다. 하산야르는 나중에 언론의 자유를 위한 옹호 단체인 아프가니스탄 언론의 자유 허브를 설립했다."
2022년, 탈레반은 카불에 기반을 둔 ATN 기자 두 명, 와리스 하스랏과 아슬람 에자브를 체포하여 "알 수 없는 이유"로 구금했다. 전 네트워크 수장인 샤리프 하산야르는 트위터에 "마침내 TB [탈레반]이 아슬람 에자브와 와리스 하스랏을 석방했다. 그들은 이틀 밤 동안 TB에 구금되어 있었다"는 성명을 발표했다.

## 주파수

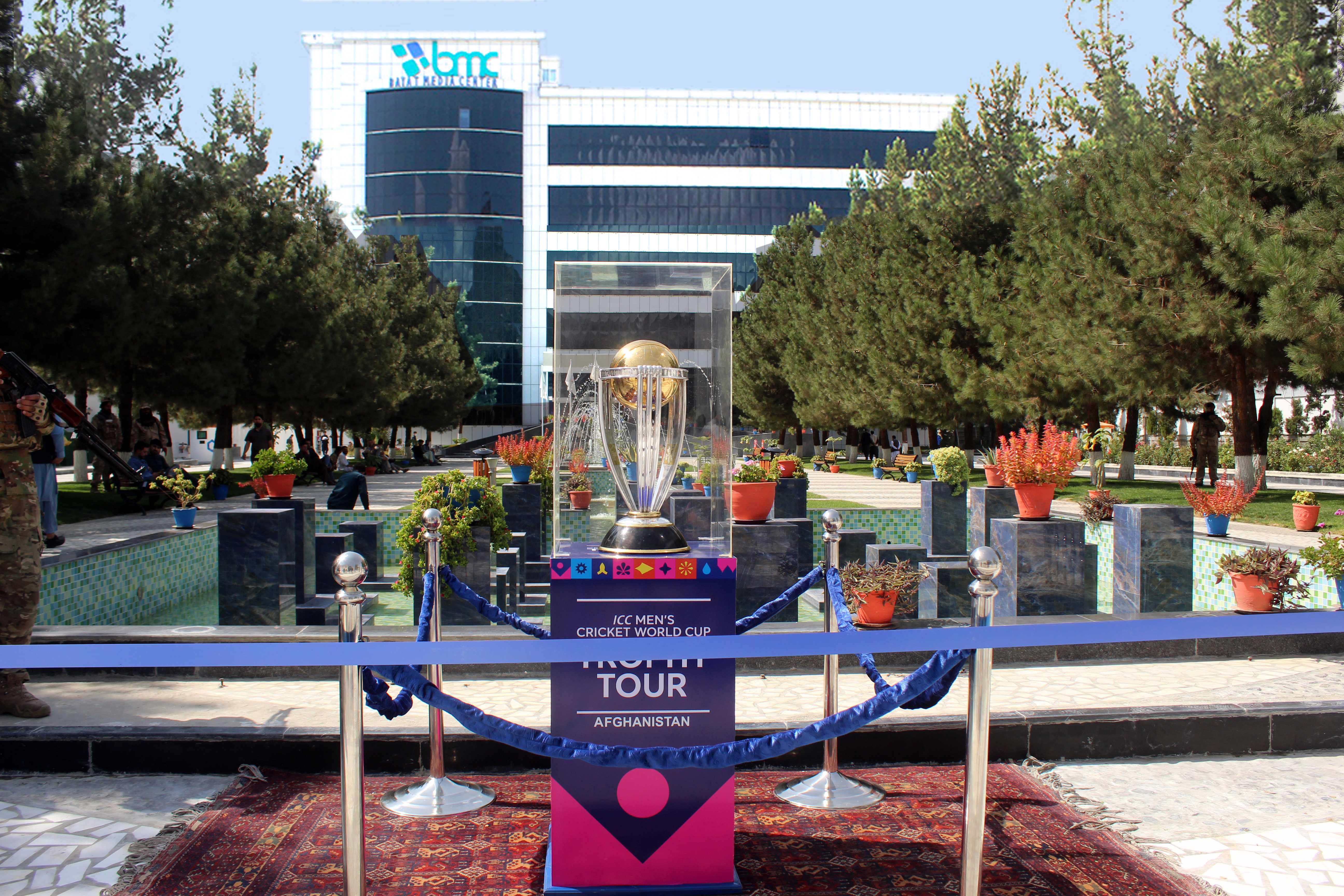
ICC 월드컵 트로피, 2023년 9월 7일

| Ariana Television Network (ATN) © LyngSat https://www.lyngsat.com/tvchannels/af/Ariana-TV-Network.html |         |               |         |             |           |                |                        |                       |      |
| 위치                                                                                                   | 위성    | 빔 EIRP (dBW) | 주파수  | 시스템      | SR FEC    | 비디오         | 언어                   |                       | 출처 |
| 52.5°E                                                                                                 | 알 야 1 | 동쪽 51-52    | 11938 H | DVB-S2 8PSK | 27500 3/4 | MPEG-4 HD 1080 | 페르시아어 및 파슈토어 | N 스타니슬라프 240131 |      |
| 52.5°E                                                                                                 | 알 야 1 | 동쪽 51-52    | 12015 H | DVB-S2 8PSK | 27500 3/4 | MPEG-4 HD 1080 | 페르시아어 및 파슈토어 | N 스타니슬라프 210623 |      |
| 52.5°E                                                                                                 | 알 야 1 | MENA 0        | 12054 H | DVB-S2 8PSK | 27500 3/4 | MPEG-4 HD 1080 | 페르시아어 및 파슈토어 | N 스타니슬라프 250210 |      |
| |         |               |         |             |           |                |                        |                       |      |

## 프로그램
네트워크의 프로그램은 에듀테인먼트, 건강, 스포츠, 문화, 뉴스, 다큐멘터리 영화, 매거진 쇼, 토크 쇼, 사회, 요리 프로그램, 게임 쇼, 어린이 콘텐츠를 포함한다.

### 스포츠 프로그램
ATN은 FIFA, 국제 크리켓 평의회(ICC), 국제 올림픽 위원회(IOC), 인도 크리켓 통제 위원회(BCCI), 아프가니스탄 크리켓 위원회(ACB), 아프가니스탄 축구 연맹(AFF), STAR 인도와 같은 조직과의 협력을 통해 올림픽, 축구, 크리켓 등 스포츠 보도를 방송한다.
ATN에서 방송된 스포츠 이벤트는 다음과 같다.
- FIFA 월드컵 브라질 2014
- FIFA 월드컵 러시아 2018
- 2022년 FIFA 월드컵
- 2025 ICC 챔피언스 트로피
- 파리 2024 올림픽 (2024)
- 2024년 세계 유도 주니어 선수권 대회
- 세계 랠리 레이드 챔피언십
- IJF 월드 투어
- 2024 아부다비 T10
- 2025 인터내셔널 리그 T20
- 2025 ICC 챔피언스 트로피
- 2025 인도 프리미어 리그

### 리얼리티 TV 프로그램
ATN은 아메리칸 아이돌을 모방했지만 아프가니스탄 음악에 전념하는 리얼리티 방송 프로그램인 찬드 시타라를 방송했다. "찬드 시타라"는 "얼마나 많은 별?"로 번역된다. 이 프로그램은 음악가들이 프로그램에 제출한 뮤직 비디오로 구성된다. 시청자들은 전화나 이메일로 노래가 받을 자격이 있는 별의 개수를 보내고, 일주일 후에 우승자가 발표된다. 이 프로그램은 나임 아르조와 오마르 박타리 (DJ 마스트로도 알려짐)가 진행한다.

### 지역 프로덕션
ATN은 다음과 같은 여러 라이브 자체 제작 프로그램을 방송한다.
- 소브호 진데기 (라이브 아침 프로그램)
- 아리아나 뉴스 오후 6시 파슈토어 속보
- 아리아나 뉴스 오후 8시 다리어 속보
- 아리아나 뉴스 오후 10시 속보
- 팔라 이슬람 프로그램
- 사르 - 패널 토론
- 타하볼 - 패널 토론

## 파트너십 및 협력
ATN은 FIFA, ICC, IOC, BCCI, ACB, AFF, STAR 인도 등과 같은 글로벌 조직과 파트너십을 구축했다.

## 사회적 책임 및 인력
이 네트워크는 당뇨병, 환경 보전, 남녀 평등, 교육, 금연/마약 퇴치 이니셔티브, 현대 노예(무자유 노동, 어린이 노예, 강제 결혼 및 조혼, 부채 속박, 인신매매 포함) 종식, 유아기 두뇌 발달, 코로나바이러스감염증-19 인식 등 다양한 주제에 대한 공익 캠페인을 진행했다. 이러한 이니셔티브는 아프가니스탄 사회에 영향을 미치는 사회 문제를 해결하고 주제에 대한 인식을 높이려고 노력한다.

## 수상 및 성과

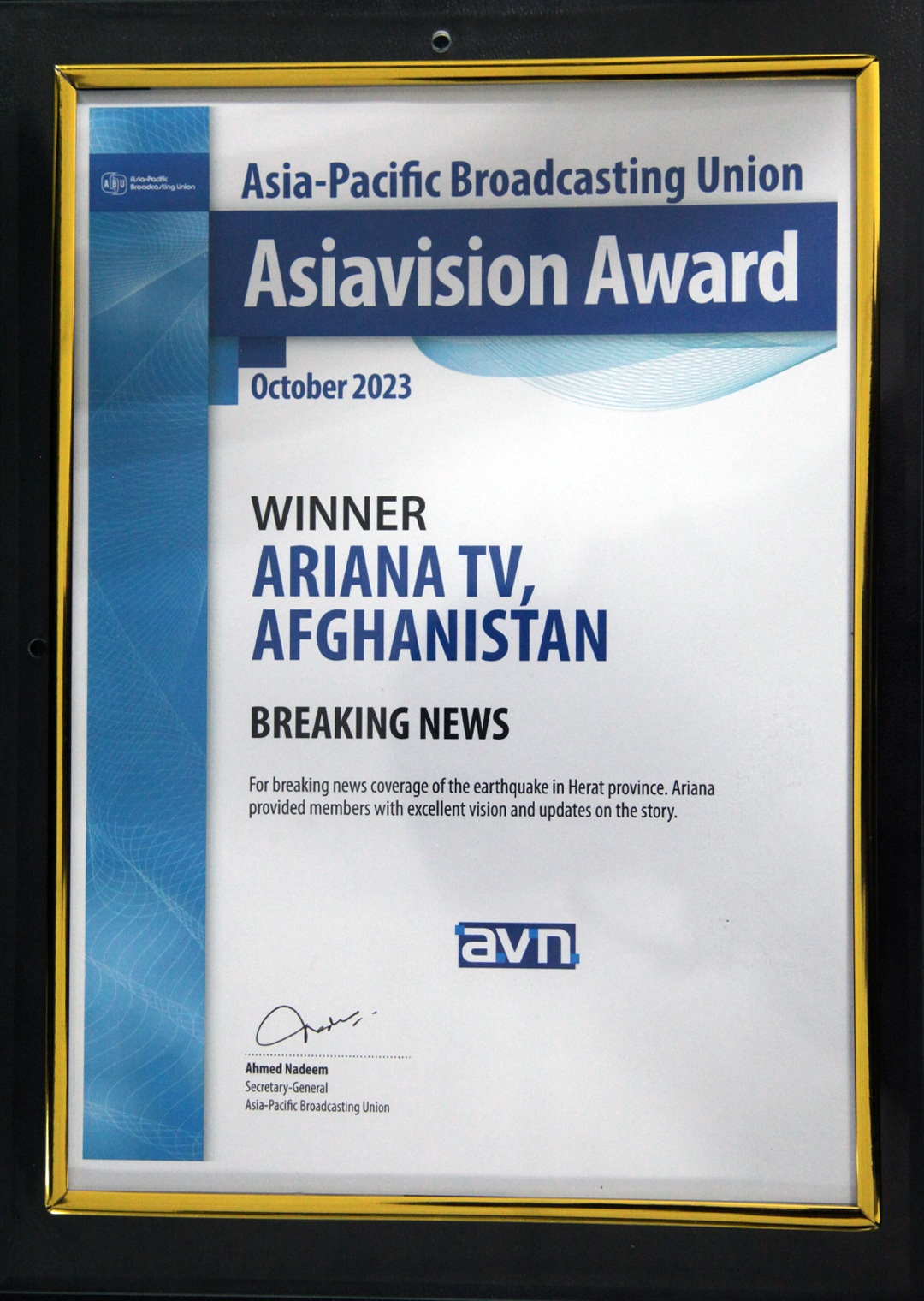
아리아나 텔레비전 네트워크(ATN)가 속보 보도로 2023년 10월 아시아비전 월간상을 수상했다.

### 2023년 10월 아시아 태평양 방송 연맹 아시아비전 월간상
아리아나 텔레비전 네트워크(ATN)는 2023년 10월 아시아 태평양 방송 연맹(ABU) 아시아비전 월간상을 수상했다. 이 상은 주목할 만한 뉴스 기사를 강조하고 ABU 회원 조직 간의 협력을 증진한다.

### ABU 아시아비전 어워즈 2024 - 심사위원상
아리아나 텔레비전과 아리아나 뉴스는 파키스탄에서 돌아오는 아프간 난민 보도로 2024년 ABU 아시아비전 어워즈에서 심사위원상을 수상했다.

### ABU 다양성 및 포용 미디어 어워즈 2024
아리아나 라디오 & 텔레비전 네트워크(ATN)는 미디어에서 다양성과 포용성을 증진하려는 노력을 인정받아 2024년 ABU 다양성 및 포용 미디어 어워즈를 수상했다.

## 네트워크 인프라
ATN은 아프가니스탄 전역에서 콘텐츠에 접근할 수 있도록 방송 인프라를 유지한다. 네트워크의 지상 및 위성 범위는 전국적인 접근을 제공하며 아시아, 유럽, 북미의 일부 지역까지 확장된다. 카불에 있는 바얏 미디어 센터(ATN 본사)는 콘텐츠 제작 및 방송 시설을 갖추고 있다.

## 같이 보기
- 아프가니스탄의 텔레비전